# Смалахове
Смалахове — традиционное западно-норвежское блюдо из бараньей головы, изначально подававшееся перед Рождеством. Название блюда происходит от сочетания норвежских слов hove и smale. Hove является диалектной формой слова Hovud, обозначающего голову, и smale обозначает овцу, поэтому в дословном переводе данное слово обозначает «овечья голова». Кожа и шерсть на голове обжигаются, мозг вынимается, голову солят, иногда коптят и затем высушивают. Голова варится или готовится на пару около трех часов, а после подается с брюквой или картофелем. Аквавит также входит в традиционную подачу. Иногда при готовке, мозг варят внутри головы или зажаривают, а затем едят ложкой. Изначально смалахове было блюдом бедняков.

## Употребление
Сервировка на одну персону зачастую включает в себя половину головы. Ухо и глаз зачастую съедаются первыми, как наиболее богатые жирами, рекомендуемые к употреблению горячими. Голова съедается от передней части к задней, по кругу от костей к черепу.

## Законность
С 1998 из-за эпидемии коровьего бешенства, Евросоюз запретил производство смалахове из взрослых овец, из-за опасности распространения почесухи овец — смертельно опасной прионной инфекции овец и коз, которая, однако, не передается людям. Теперь смалахове производится только из голов ягнят.

## Туризм
Из-за статуса «экстремальной» еды, смалахове воспринимается многими как испытание. В Воссе, Норвегия, умудрились заработать особенно много на туристах, желающих отведать данное блюдо, подавая его «не только как ностальгический и аутентичный шедевр сельской кухни, но и как захватывающее испытание, трофей для искателей острых ощущений».